# Tyranneau à petits pieds
Zimmerius gracilipes
Espèce
Statut de conservation UICN

 LC  : Préoccupation mineure
Le Tyranneau à petits pieds (Zimmerius gracilipes) est une espèce de passereaux de la famille des Tyrannidae,,.

## Systématique et distribution
Cet oiseau est représenté par deux sous-espèces selon la classification de référence du Congrès ornithologique international (version 9.1, 2019) :
- Zimmerius gracilipes gracilipes (Sclater, PL & Salvin, 1868) : du sud-est du Venezuela et de l'est de la Colombie au nord-ouest du Brésil et au nord-est du Pérou ;
- Zimmerius gracilipes gilvus (Zimmer, JT, 1941) : du sud-est du Pérou et de l'ouest du Brésil au nord de la Bolivie[1],[2].

Le Tyranneau vif (Zimmerius acer), qui était considéré auparavant comme une sous-espèce du Tyranneau à petits pieds, en a été séparé à la suite des travaux de Frank E. Rheindt et al., publiés en 2008, modification reprise par la suite par le Congrès ornithologique international. Malgré tout, certaines sources n'ont pas entériné cette modification et le classent comme une troisième sous-espèce de Zimmerius gracilipes, sous le nom de Zimmerius gracilipes acer,,.